# Wells Fargo Center (Jacksonville)
Pour les articles homonymes, voir Wells Fargo Center.
Le Wells Fargo Center est un gratte-ciel 163 mètres de construit à Jacksonville en Floride aux États-Unis de 1972 à 1974. Le bâtiment est proximité de Laura Street, et de Hemming Park. La tour comporte 37 étages, et l'espace alloué aux bureaux atteint les 60 386k m2. L'architecte est l'agence Kemp, Bunch & Jackson. L'immeuble abrite des locaux de la banque Wells Fargo.

## Galerie

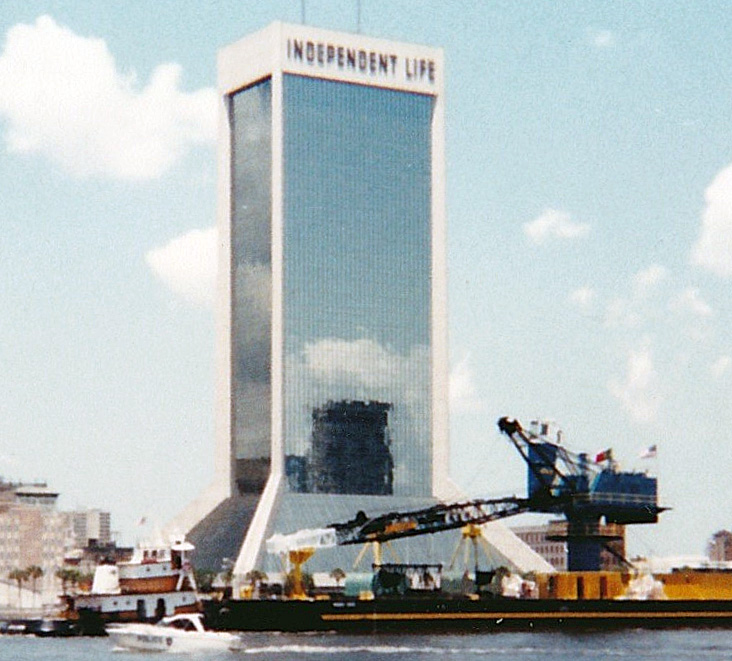
1983
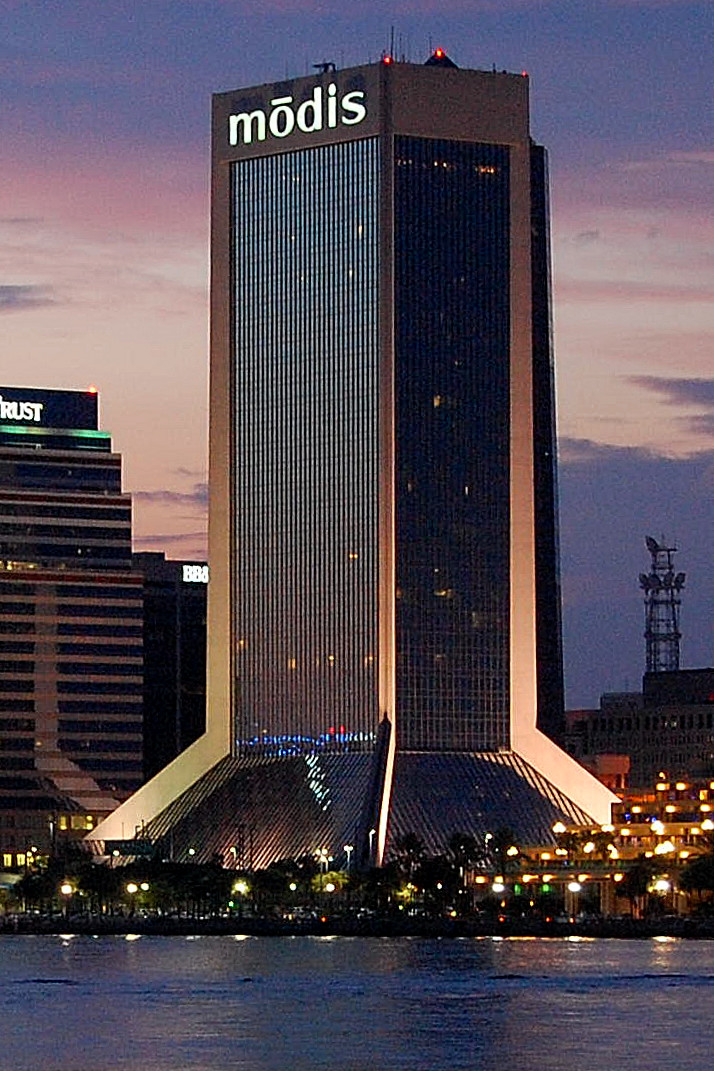
2000
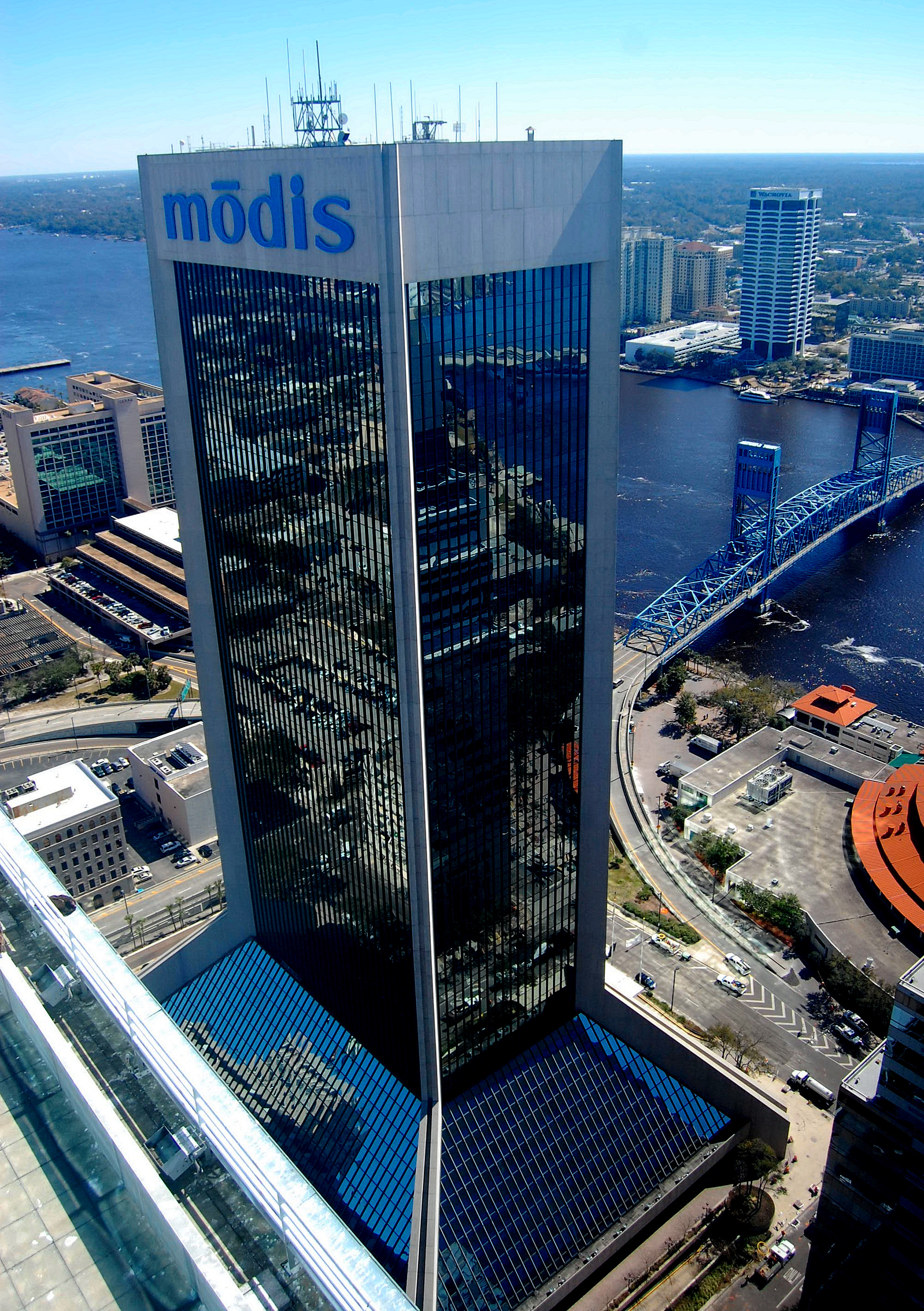
2010
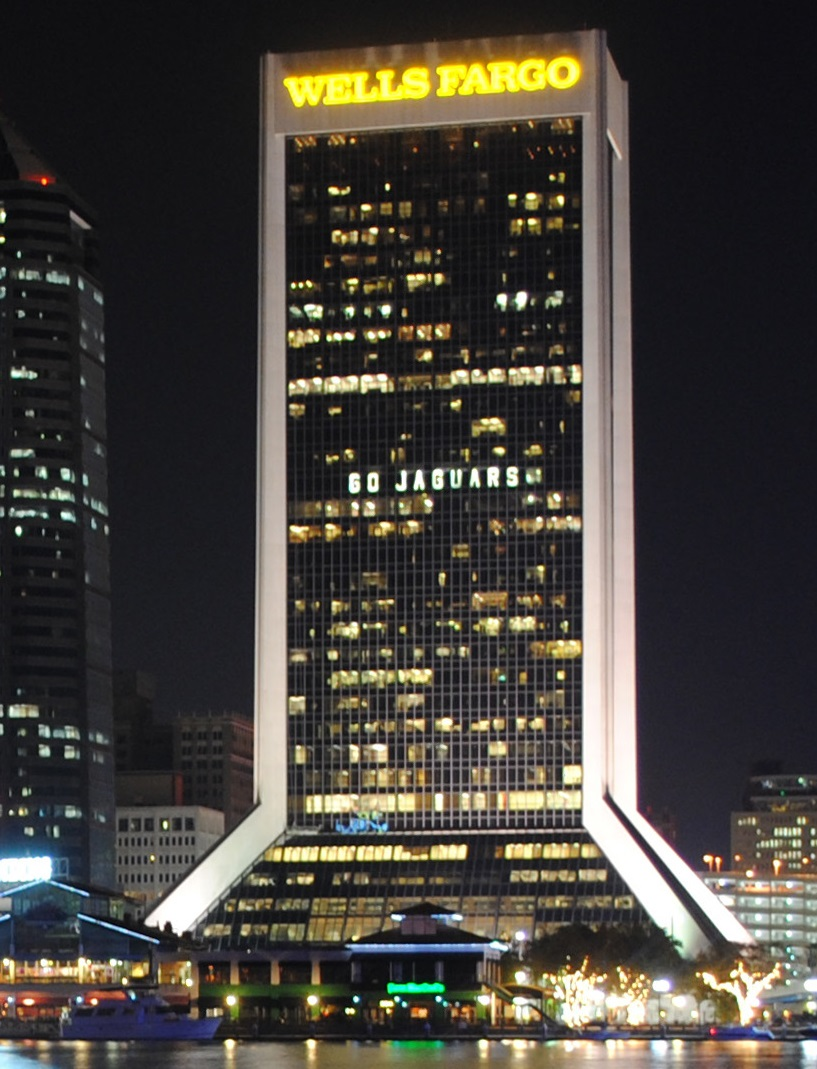
2011
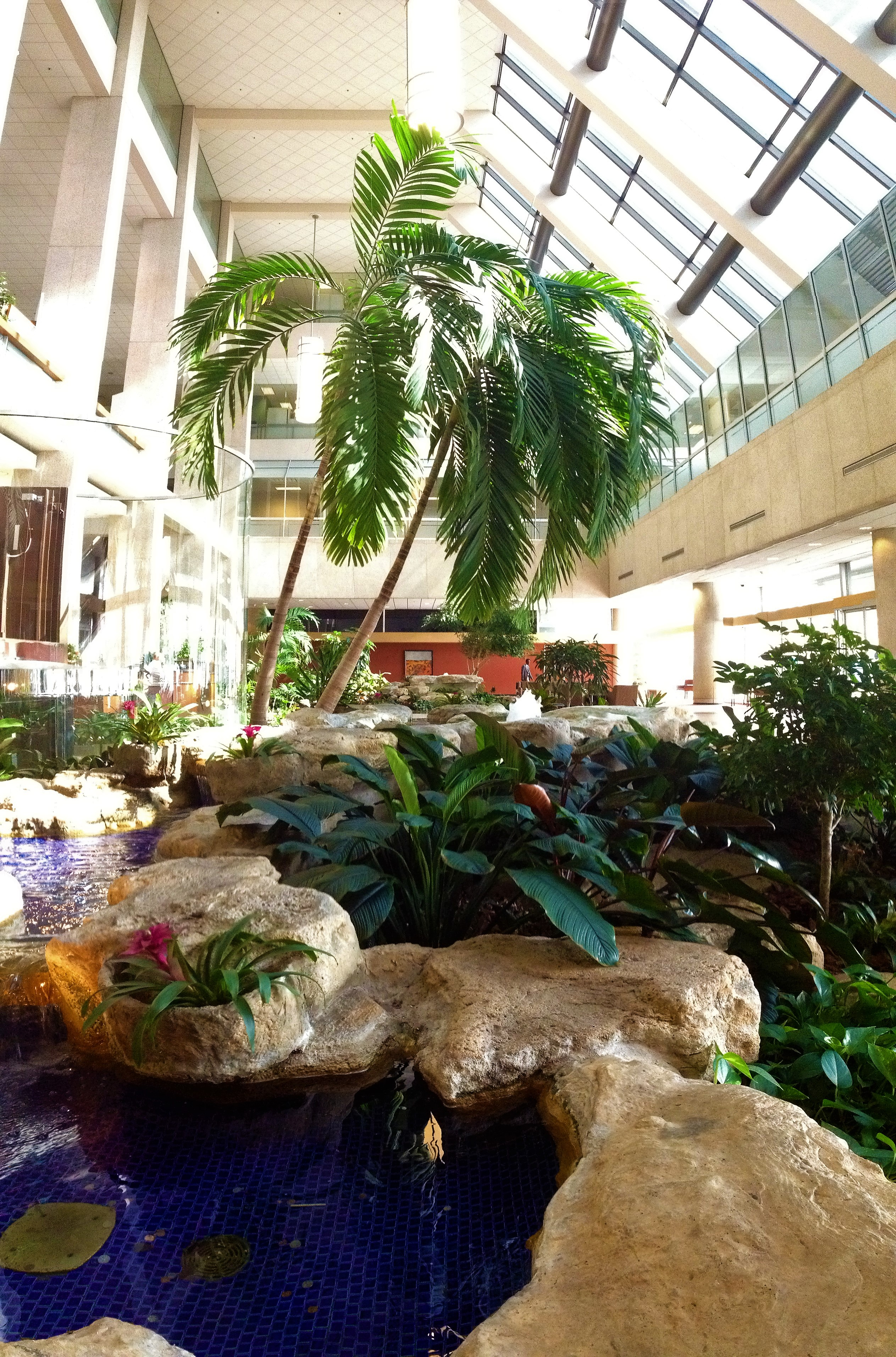